# Leonardo Lidi
Leonardo Lidi (Piacenza, 11 ottobre 1988) è un attore e regista teatrale italiano.

## Biografia
Diplomato alla Scuola del Teatro Stabile di Torino, debutta con Andrea De Rosa nel Simposio di Platone nel ruolo di Socrate, per poi essere scelto da Valter Malosti per interpretare Amleto. Successivamente il Teatro Stabile di Torino decide di affidargli lo spettacolo annuale per le scuole “Peter Pan” di James Matthew Barrie. Nel 2016 viene scelto da Antonio Latella per interpretare Agamennone nello spettacolo/maratona Santa Estasi. Sempre come attore Lidi ha la possibilità di lavorare per Levan Tzuladze e Kostantin Bogomolov in tournée internazionali. Torna come regista al Teatro Stabile di Torino con Qualcuno che tace, trilogia dedicata a Natalia Ginzburg con la rappresentazione di Dialogo, La Segretaria e Ti ho sposato per allegria.
Nell’estate del 2018 debutta al 46. Festival Internazionale del Teatro della Biennale di Venezia Spettri da Henrik Ibsen con la regia di Leonardo Lidi, spettacolo vincitore del bando registi under 30. Successivamente dirige l’attore Francesco Mandelli nel monologo Proprietà e atto di Will Eno. Nel 2019 è regista dello Zoo di Vetro di Tennessee Williams coprodotto da LAC Lugano con il Teatro Carcano di Milano e Fondazione TPE. Nel 2020 dirige la sua prima opera lirica “Falstaff” di Giuseppe Verdi, con Luca Salsi nel ruolo del protagonista.
Nell'estate 2020 torna come regista alla Biennale di Venezia con due spettacoli: ll lampadario di Caroline Baglioni e La città morta da Gabriele D'Annunzio prodotto da TSU Teatro Stabile dell'Umbria e Corte Ospitale. Sempre come regista apre la stagione 2020/2021 del Teatro Carignano/Teatro Stabile di Torino con la Casa di Bernarda Alba di Federico Garcia Lorca. Per il suo lavoro di regista e drammaturgo viene insignito del Premio della Critica ANCT 2020.
Nel giugno 2021 debutta in prima nazionale al Festival dei Due Mondi di Spoleto con La signorina Julie di August Strindberg, prodotto da TSU Teatro Stabile dell'Umbria. Nello stesso anno diventa vicedirettore e coordinatore della Scuola per Attori del Teatro Stabile di Torino diretta da Valerio Binasco, mentre nel marzo del 2022 viene nominato nuovo direttore artistico del "Ginesio Fest", un festival che si svolge a San Ginesio, sostituendosi a Vinicio Marchioni.

## Regista

### Teatro
- Peter Pan - Il sogno di Wendy (Teatro Stabile di Torino, 2016)
- Dialogo di Natalia Ginzburg (Teatro Stabile di Torino, 2016)
- La segretaria di Natalia Ginzburg (Teatro Stabile di Torino, 2016)
- Ti ho sposato per allegria di Natalia Ginzburg (Teatro Stabile di Torino, 2016)
- Spettri da Henrik Ibsen (Biennale di Venezia, 2018)
- Proprietà e atto di Will Eno (Bam Teatro - Corte Ospitale, 2019)
- Il dito Archiviato il 30 gennaio 2020 in Internet Archive. di Dorutina Basha (Corte Ospitale, 2019)
- Lo zoo di vetro di Tennessee Williams (LAC di Lugano , Teatro Carcano e Fondazione TPE, 2019)
- Il lampadario di Caroline Baglioni (Biennale di Venezia, 2020)
- La città morta da Gabriele D'Annunzio (Corte Ospitale, TSU Teatro Stabile dell'Umbria, 2020)
- La casa di Bernarda Alba di Federico García Lorca (Teatro Stabile di Torino, 2020)
- La signorina Julie di August Strindberg (TSU Teatro Stabile dell'Umbria, 2021)
- Fedra tratto da Seneca, Euripide e Rithsos (LAC di Lugano, 2021)
- Il Misantropo di Moliere (Teatro Stabile Torino, 2022)
- Il gabbiano. Progetto Čechov - prima tappa di Anton Čechov (Spoleto - Festival dei Due Mondi, 2022)
- Come nei giorni migliori di Diego Pleuteri (Teatro Stabile di Torino, 2023)
- Zio Vanja. Progetto Čechov - seconda tappa di Anton Čechov (Spoleto - Festival dei Due Mondi, 2023)
- Medea di Euripide (Teatro Stabile Torino, 2024)
- Il giardino dei ciliegi. Progetto Čechov - terza tappa di Anton Cechov (Spoleto - Festival dei Due Mondi, 2024)
- La gatta sul tetto che scotta di Tennessee Williams (Teatro Stabile Torino, 2025)

### Opera lirica
- Falstaff di Giuseppe Verdi (Fondazione Teatri Piacenza , Teatro Comunale di Modena, I Teatri di Reggio Emilia, 2020)

## Teatro
- Sogno di una notte di mezza estate, regia Valter Malosti (2012)
- Studio sul Simposio di Platone, regia Andrea de Rosa (2012)
- Amleto, regia Valter Malosti (2013)
- Come vi piace - regia Maurizio Panici (2013)
- Angelo della gravità di Massimo Sgorbani (2014)
- Memorie di un pazzo, regia Levan Tzuladze (2015)
- Santa Estasi, regia Antonio Latella (2016)
- Delitto e castigo, regia Kostantin Bogomolov (2017)
- Afghanistan: il grande gioco, regia Ferdinando Bruni e Elio De Capitani (2017)
- L'isola dei pappagalli con Bonaventura prigioniero degli antropofagi, regia Antonio Latella (2019

## Filmografia

### Cinema
- La luna su Torino, regia di Davide Ferrario (2013)
- Amo la tempesta, regia di Maurizio Losi (2015)
- Lessons of Love, regia di Chiara Campara (2019)
- L'incredibile storia dell'Isola delle Rose, regia di Sydney Sibilia (2020)
- Il paradiso del pavone, regia di Laura Bispuri (2021)
- L'amore e altre seghe mentali, regia di Giampaolo Morelli (2024)

### Televisione
- Il demolitore di camper, regia di Robert Ralston – film TV (2020)
- Carosello Carosone, regia di Lucio Pellegrini – film TV (2021)
- Noi, regia di Luca Ribuoli – serie TV (2022)
- Everybody Loves Diamonds, regia di Gianluca Maria Tavarelli - serie TV (2023)
- Antonia, regia Chiara Malta - serie TV (2024)
- Dostoevskij, regia Damiano e Fabio D’Innocenzo - miniserie TV (2024)
- Leopardi - Il poeta dell'infinito, regia di Sergio Rubini – miniserie TV (2025)
- Miss Fallaci, regia di Luca Ribuoli, Giacomo Martelli e Alessandra Gonnella – serie TV (2025)

## Riconoscimenti
- Premio Ubu Archiviato il 19 febbraio 2020 in Internet Archive. al cast under 35 di Santa Estasi – Atridi, 8 ritratti di famiglia, regia Antonio Latella (2016)
- Vincitore Biennale College come migliore regista under 30 con Spettri da Henrik Ibsen (2017)
- Premio della critica italiana Anct Archiviato il 17 gennaio 2021 in Internet Archive. 2020
- Premio Flaiano 2024, miglior regista di teatro per lo spettacolo Zio Vanja.